# Yatsunori Shimaya
Yatsunori Shimaya (島屋 八徳 Shimaya Yatsunori?), född 20 januari 1989 i Fukuoka prefektur, är en japansk fotbollsspelare.
Shimaya började sin karriär 2012 i Hoyo Oita. 2014 flyttade han till Renofa Yamaguchi FC. Han spelade 100 ligamatcher för klubben. 2017 flyttade han till Tokushima Vortis. 2018 flyttade han till Sagan Tosu. Han gick tillbaka till Tokushima Vortis 2019.